# Каукаб-абу-аль-Хиджа
Каукаб-абу-аль-Хиджа (ивр. כאוכב אבו אל-היג'א‎, араб. كوكب أبو الهيجا‎, иногда просто — Каукаб) — местный совет в северном округе Израиля. Его площадь составляет 2 567 дунамов.
Хиджа по-арабски — неожиданная атака; по легенде, деревня названа в честь шейха по прозвищу абу-аль-Хиджа из армии Саладина, проводившего со своим отрядом вылазки против крестоносцев. Его гробница (макам) почитается местными жителями как священная.

## Население
По данным Центрального статистического бюро Израиля, население на начало 2020 года составляло 3 589 человек.
Ежегодный прирост населения — 2,1 %.
91,7 % учеников получают аттестат зрелости (2016/2017).
Средняя зарплата на 2016 год — 6 787 шекелей.